# Paquetá
Paquetá är en kommun i Brasilien.   Den ligger i delstaten Piauí, i den östra delen av landet, 1 200 km nordost om huvudstaden Brasília. Antalet invånare är 4 147.
Omgivningarna runt Paquetá är huvudsakligen savann. Runt Paquetá är det ganska tätbefolkat, med 90 invånare per kvadratkilometer.